# Richard Whittington

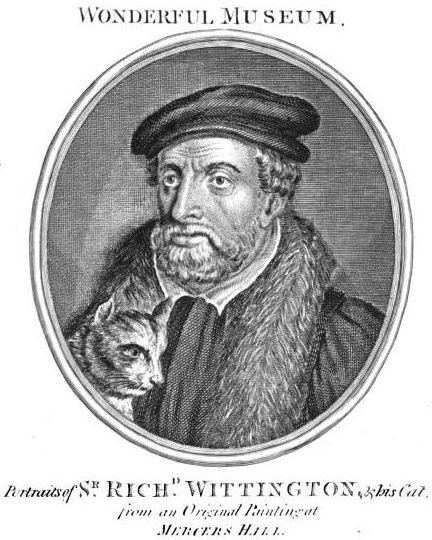
Målning av Dick Whittington och hans katt.

Richard Whittington, född ca 1354, död 1423, var en engelsk köpman och politiker, borgmästare i London, som varit inspiration för legenden om Dick Whittington och hans katt.

## Biografi
Richard Whittington föddes i Gloucestershire under 1350-talet; hans exakta födelseår är osäkert. Han skickades till London för att bli textilhandlare och skapade sig en förmögenhet i den branschen och så småningom även som penningutlånare.
Vid 1380-talet hade Whittington blivit fullmäktigeledamot. 1397 utsågs han av kungen som tillförordnad borgmästare efter den tidigare borgmästarens död. Han förhandlade med kungen om att låta staden köpa tillbaks av kungen tidigare beslagtagen mark och valdes av folket till borgmästare i oktober samma år. Han omvaldes som borgmästare 1406 och 1419. Han var även en tid parlamentsledamot.
Whittington gifte sig 1402 men hans hustru Alice dog 1411. Whittington dog barnlös 1423 och testamenterade sin förmögenhet till välgörande ändamål.

## Dick Whittington och hans katt
Whittington är föremål för en av de mest populära och folkligt kända historierna om London. Enligt historien beger sig den unge Whittington i mitten av 1300-talet till London tillsammans med sin katt för att söka sig en framtid men misslyckas och vänder tillbaka hem. Men när han på väg hem klättrar uppför Highgate Hill hör han klockorna från St Mary-le-Bow och ser detta som ett tecken på att staden kallar honom tillbaka. En traditionell brittisk ramsa är förknippad med episoden:
Turn again, Whittington,
Lord Mayor of London
Väl tillbaka i London vinner han med sin katt många nya vänner och uppnår stor rikedom och blir fyra gånger borgmästare i London och donerar vid sin död all sin rikedom till välgörande ändamål. Han bekostar därmed det första biblioteket i Guildhall och till sjukhus, det finns en välgörenhetsstiftelse i London som räknar sin historia tillbaka till honom. Sanningshalten i legenden är omtvistad men berättelsen lever i det folkliga medvetandet och Dick Whittington är en karaktär i den brittiska pantomimtraditionen.